# Sant'Alessio Siculo
Sant'Alessio Siculo (Sànt'Alessi in siciliano) è un comune italiano di 1 554 abitanti della città metropolitana di Messina in Sicilia.
Fa parte del comprensorio della Valle d'Agrò e aderisce all'Unione dei comuni delle Valli joniche dei Peloritani.

## Storia
La regione costiera in cui si trova l'abitato di Sant'Alessio è stata scarsamente popolata in epoca medioevale, a causa dell'elevata esposizione di quell'area alle incursioni dei pirati saraceni. In questo periodo l'epicentro delle attività socio-economiche (prevalentemente agricoltura e pesca) che si svolgevano a Sant'Alessio era Forza d'Agrò, oggi comune contiguo e all'epoca città di primaria importanza.
Di questo periodo storico rimangono alcune tracce nel quartiere vecchio, immediatamente sottostante il promontorio su cui sorge Forza d'Agrò. 
La cessazione della minaccia di incursioni dal mare e lo sviluppo delle vie di comunicazione costiere hanno prodotto in tutta la regione un lento ed inesorabile flusso migratorio dalle località montane, un tempo unico rifugio sicuro, a quelle costiere, maggiormente integrate in un sistema economico non di pura sussistenza.
Ciò ha comportato per Sant'Alessio un significativo incremento demografico associato alla crescita del nucleo urbano.
In occasione della seconda guerra mondiale, il borgo di Sant'Alessio Siculo conobbe direttamente la ferocia nazista, il 14 agosto 1943, alcuni soldati delle SS massacrarono, senza motivo alcuno, l'arciprete del paese don Antonio Musumeci ed i coniugi Cosimo Scarcella e Letteria Malambrì. 
Nel 1948 con Legge regionale n. 12 del 7 giugno, Sant'Alessio ottenne l'autonomia comunale da Forza d'Agrò.

### Simboli
Lo stemma e il gonfalone del comune sono stati concessi con decreto del presidente della Repubblica del 29 marzo 2012.
Il gonfalone è un drappo di bianco con la bordatura di azzurro.

## Monumenti e luoghi d'interesse
All'interno del territorio comunale, sul promontorio noto come Capo Sant'Alessio sorge un castello di epoca normanna. Sulle pendici montuose del Capo sono ancora visibili i resti di fornaci utilizzate per il trattamento della calce.
Nel quartiere della Madonna del Carmelo si trova una chiesa risalente anch'essa al periodo normanno. Sempre nella stessa zona, come anche in altre, sono presenti edifici residenziali antichi, in parte abbandonati. Il paese ospita inoltre la Villa Genovesi.

## Società

### Evoluzione demografica
Abitanti censiti

## Infrastrutture e trasporti

### Ferrovie
Sant'Alessio dispone di una stazione sulla linea ferroviaria Messina-Siracusa.

## Amministrazione

### Sindaci di Sant'Alessio Siculo

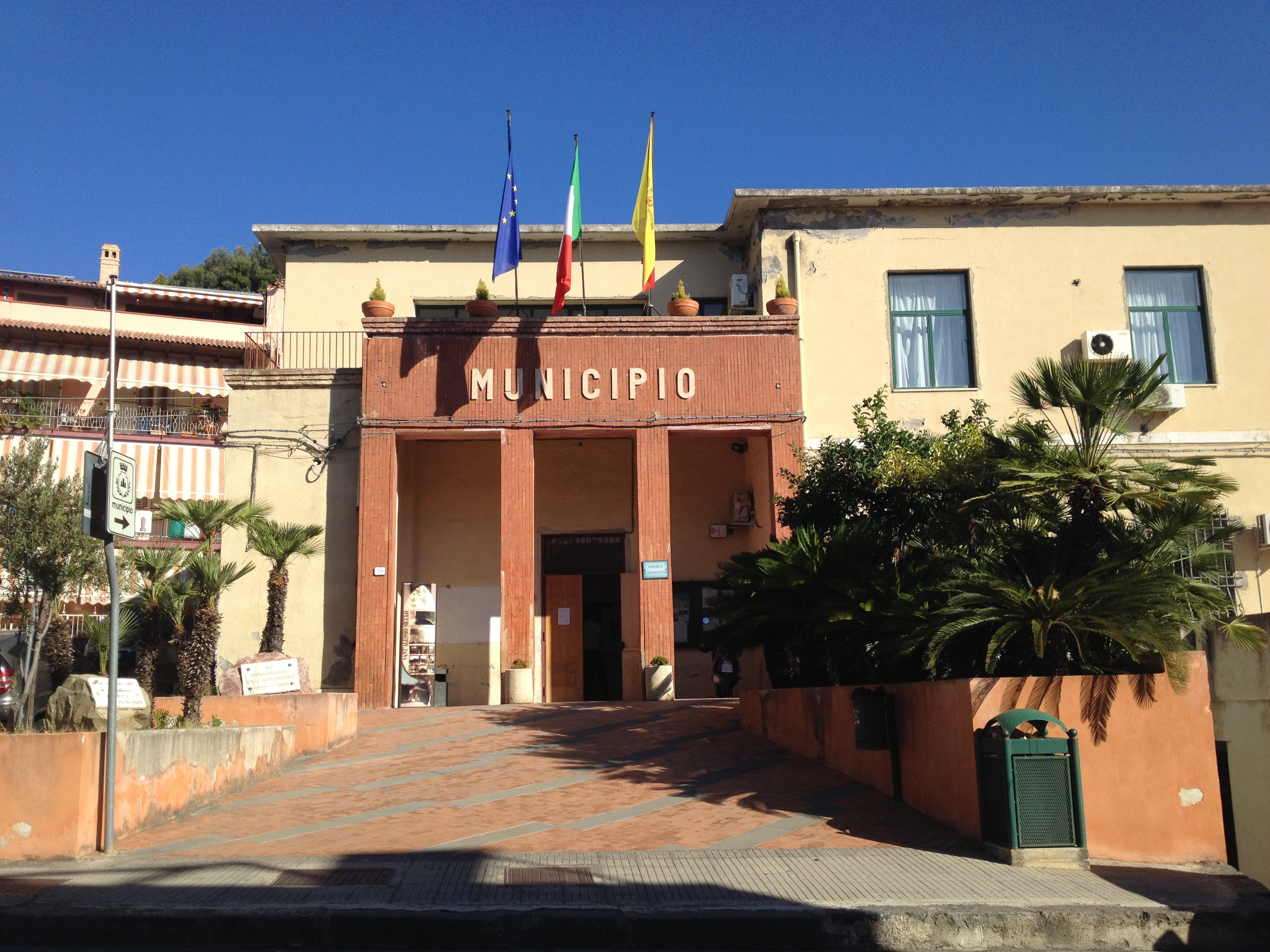
Municipio

La seguente tabella contiene i nominativi dei sindaci delle amministrazioni comunali succedutesi dall'istituzione del comune di Sant'Alessio Siculo, nel 1948, ai giorni nostri,
| Periodo | Periodo   | Primo cittadino      | Partito                     | Carica  | Note |
| ------- | --------- | -------------------- | --------------------------- | ------- | ---- |
| 1948    | 1957      | Giuseppe Fichera     |                             | Sindaco |      |
| 1957    | 1969      | Antonino Fleres      | Partito Socialista Italiano | Sindaco |      |
| 1969    | 1972      | Antonino Puliatti    | Democrazia Cristiana        | Sindaco |      |
| 1972    | 1973      | Antonino Gussio      |                             | Sindaco |      |
| 1973    | 1992      | Pietro Pagano        | Partito Socialista Italiano | Sindaco |      |
| 1992    | 1993      | Agatino Gussio       |                             | Sindaco |      |
| 1993    | 1993      | Santo Carnabuci      |                             | Sindaco |      |
| 1993    | 2002      | Agatino Gussio       |                             | Sindaco |      |
| 2002    | 2012      | Nunzio Giovanni Foti | Movimento per l'Autonomia   | Sindaco |      |
| 2012    | 2017      | Rosa Anna Fichera    |                             | Sindaco |      |
| 2017    | 2022      | Nunzio Giovanni Foti | Vince S. Alessio            | Sindaco |      |
| 2022    | in carica | Domenico Aliberti    | Uniamo S. Alessio           | Sindaco |      |

### Altre informazioni amministrative
Il comune di Sant'Alessio Siculo fa parte delle seguenti organizzazioni sovracomunali: regione agraria n.6 (Montagna litoranea dei Peloritani).

## Galleria d'immagini

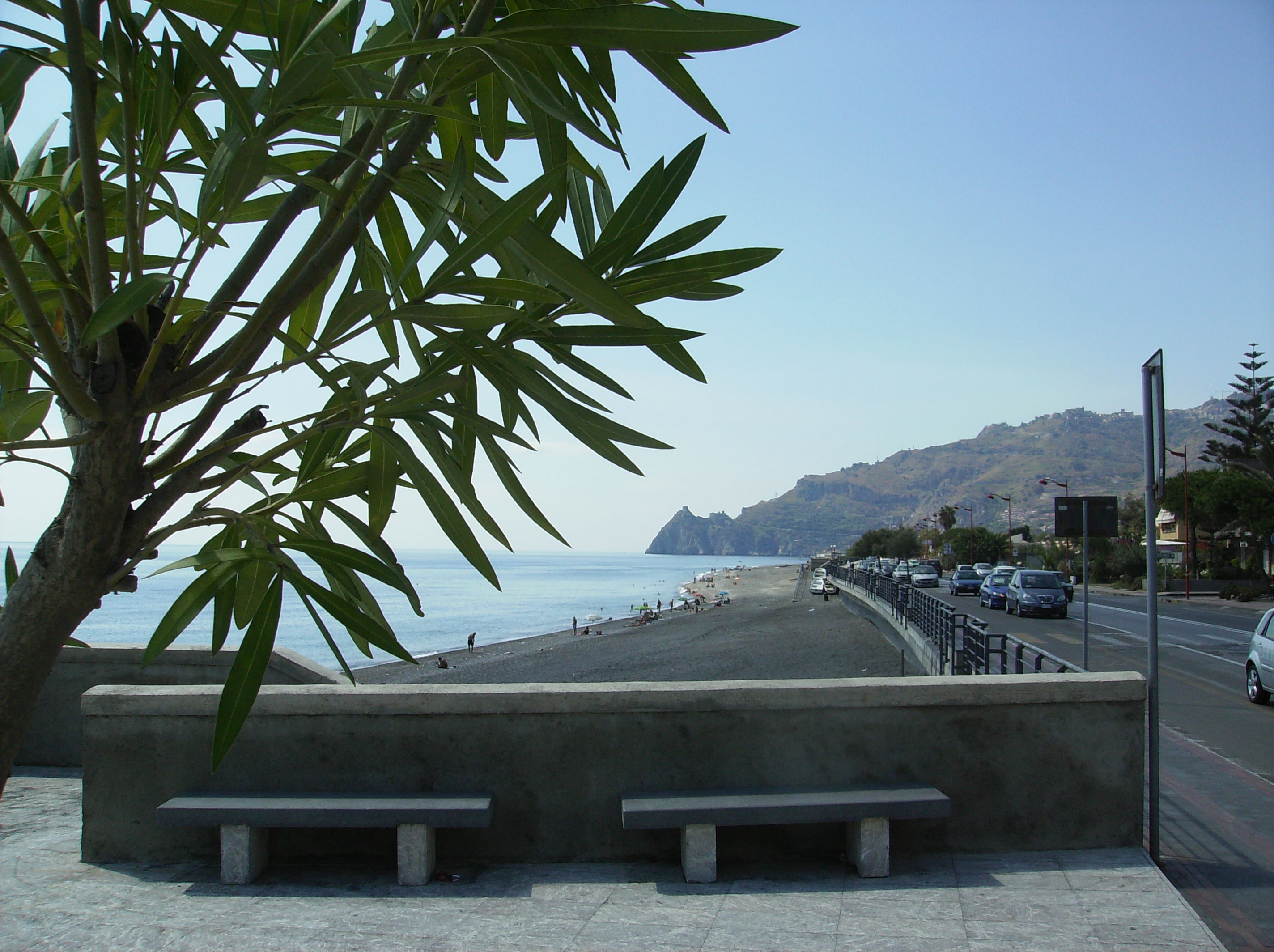
Scorcio del lungomare